# Antologia de còmics
Una antologia de còmics és una recopilació d'obres del còmic, normalment de diverses sèries, i les recopila en un àlbum antològic o revista de còmic. Els còmics d’aquestes antologies van des de les historietes massa curtes per a la publicació autònoma fins a capítols de còmics que després podrien compilar-se en volums de còmics recopilats (com ara tankobon de manga, àlbums en el còmic francobelga i novel·les gràfiques). Exemples d'aquestes antologies són els còmics de l'Edat Daurada Detective Comics, Action Comics, Marvel Mystery Comics o Young Romance als Estats Units, Weekly Shōnen Jump o Weekly Shōnen Sunday al Japó, 2000 AD al Regne Unit o Pilote a França. Les històries incloses poden ser originals o recolipacions de publicacions anteriors.
Diversos premis del còmic inclouen una categoria a la millor antologia, incloent els Premis Harvey des de 1990, els Eisner des de 1992 i els Premis Ignatz des de 2017.